# 600 секунд
«600 секунд» — радянська та російська інформаційно-аналітична телепрограма, що виходила в ефір у 1987—1993 роках на Ленінградському телебаченні (П'ятому каналі). За 10 хвилин ведучий — найчастіше Олександр Невзоров — встигав розповісти про основні події дня в Ленінграді/Санкт-Петербурзі, дати відеоряд і коментар. Передача мала високий глядацький рейтинг і стала одним із символів Перебудови. Завдяки високому рейтингу передача навіть була занесена до Книги рекордів Гіннеса. 2008 року вийшов документальний фільм про передачу — «Александр Невзоров. 600 секунд».

## Історія передачі
Програма вперше вийшла в ефір 23 грудня 1987 року. У перші роки існування передача притягувала до себе увагу в основному своєю новизною і динамічністю, яка була підкреслена лічильником секунд у кутку екрана. Масова публіка дізналася про передачу задовго до сюжету [Архівовано 22 березня 2022 у Wayback Machine.] програми «Погляд», підготовленого восени 1989 року. Передача використовувала проголошену владою політику гласності, показуючи сюжети про корупцію чиновників та критикуючи депутатів Ленради, які протистояли демократичним починанням Анатолія Собчака; пізніше, коли Собчак став мером Ленінграду, вона критикувала його самого.
У березні 1993 року програма не вийшла в ефір, замість традиційного антипрезидентського сюжету було продемонстровано репортаж про мітинг на підтримку Єльцина на Палацевій площі. Програма не вийшла за вказівкою директора Федеральної телевізійної служби (ФМС) Белли Куркової. Співробітники програм повідомили, що за годину до ефіру апаратні та ефірні студії були блоковані міліцією. Редакція програм зробила заяву на адресу Єльцина, де йшлося про те, що «це повністю дискредитує ваші укази, зокрема, указ про свободи для засобів масової інформації». Дії Федеральної телевізійної служби були названі «грубим підробкою», а її керівництво — «холопами, трусами і негідниками», «такими ж, як їх президент».
Голова Комітету Верховної Ради із засобів масової інформації Володимир Лісін назвав призупинення програми запровадженням політичної цензури.
У квітні 1993 року начальник Петербурзького управління міністерства безпеки Росії (УМБР) В. В. Черкесов повідомив, що на пропозицію прокуратури міста було проведено аналіз стенограми програми «600 секунд» за 22 березня для з'ясування можливої наявності складу злочину. За висновками УМБР, у програмі немає ні відкритих закликів до захоплення влади, ні закликів до насильницької зміни Конституційного ладу, кримінальний кодекс програмою порушено не було, про що 5 квітня було надіслано відповідне подання прокурору міста. Рада голів Федерації профспілок Петербурга висловила протест проти обмеження гласності на телебаченні, вимагаючи зняття обмеження на вихід програми.
Після указу Єльцина про розпуск З'їзду народних депутатів та Верховної Ради Росії від 21 вересня лише ця телепрограма висвітлювала діяльність прихильників Верховної Ради у негативному світлі. Останній раз вийшла в ефір 1 жовтня 1993, незадовго до штурму Білого дому, після чого була назавжди закрита Беллою Курковою.

## Відео
- Трупик, попик, филармония: честная история первого русского видеоблога / Редакция на YouTube
- 600 секунд (22.02.1989) на YouTube